# 第256步兵師 (德國國防軍)
德國國防軍陸軍第256步兵師（德語：256. Infanterie-Division）是納粹德國國防軍陸軍的一個步兵師。該師於1939年8月組建。
該師組建後，首次作戰為參與1940年的入侵法國行動。1941年6月，該師參與巴巴羅薩行動，此後一直在東線作戰。
該師於1944年7月巴格拉基昂行動期間在维捷布斯克被殲，同年9月在柯尼希斯布呂克重建，並改编為第256國民擲彈兵師（德語：256. Volksgrenadier-Division）。該師改编後，一直在西線作戰。
該師最後於1945年5月在符腾堡向美軍投降。

## 註腳
1. ↑  Mitcham（2007年）